# Sanatruk I d'Armènia
Sanatruk I o Sanadrug I (en armeni Սանա տ րուկ, en llatí Sanatrocès) fou un rei arsàcida d'Armènia, que va regnar de vers el 75 al 100. Fou també rei d'Osroene (de 91 a 109).

## Problématiques
Aquest rei del qual les dates de regnat no estan pas testificades amb certesa, és molt poc conegut. Apropant els diferents textos antics de manera rigorosa, hi ha prou proves per concloure que Sanatroces (Sanatruk) ha d'haver regnat a cavall del segle i al II sobre el regne d'Armènia. Arrià en la seva Parthica lloa els merits d'aquest monarca i el posa al mateix plànol que els grecs i els romans més il·lustres,. Els autors armenis en parlen com el fundador de la ciutat de Mcurkʿ. Va ser enterrat en una tomba de construccions ciclopies a Ani,. Podria ser el successor de Tiridates I. La tradició cristiana hagiogràfica li atribueix el martiri de sant Tadeu. Tanmateix, podria haver-hi confusió amb un deixeble de Tadeu, anomenat Adeu per Moisès de Khorène o Aggai /Addai en la Doctrina d'Addai. En el moment de la seva partida, Tadeu va designar a aquest deixeble com « bisbe » de la ciutat d'Edessa. Segons Illaria Ramelli, la Doctrina Addaï menciona la mort d'Aggai pel trencament de les seves cames sota ordre de Sanatruk. Tadeu per la seva part hi havia marxat d'Edessa per anar a evangelitzar el regne d'Izates II, és-a-dir l'Adiabene, i desapareix a continuació de tots els relats, i la seva mort no estant mai relatada.
La suposició que Sanatruk va sobreviure fins a l'època de la campanya de Trajà es contradiu pel fet que el tron d'Armènia estava als voltants de 110 en mans d'Axidarès d'Armènia, nebot de Tiridates I i fils del rei part Pacoros II (77-110). Axidarès era rei d'Armènia amb el consentiment de Roma. Quan Pacoros fou suplantat per Osroes I de Pàrtia, aquest va deposar Axidarès i va instal·lar sobre el tron d'Armènia al germà d'aquest últim, Partamasiris, sense consultar l'emperador romà. Fou aquesta violació del tractat de Randea la que va donar a Trajà un pretext per fer la guerra. Segons Cyrille Toumanoff, Sanatruk hauria controlat Armènia meridional cap al 114/117. Això podria explicar que se l'esmenti com un dels caps de la revolta contra Trajà quan ja clarament no era rei d'Armènia.
S'ignora quina era la seva ascendència. Segons la hipòtesi de Christian Settipani, seria el fill de Mitridatès, un desconegut i efímer rei d'Armènia (72-76), i d'Awde, germana del rei Abgar VI d'Osroene. Hauria portat el títol de rei d'Osroene del 91 al 109.